# Route nationale 27 (Luxembourg)
Pour les articles homonymes, voir N27 et Route nationale 27.
La route nationale 27, dite route de la Haute-Sûre, est une route nationale luxembourgeoise reliant Erpeldange-sur-Sûre à Arsdorf.